# Гайді Гайткемп
Мері Кетрін «Гайді» Гайдкемп (англ. Mary Kathryn «Heidi» Heitkamp; нар. 30 жовтня 1955, Брекенрідж, Міннесота) — американська юристка і політик-демократ. 
З 1993 по 2000 рік була генеральною прокуроркою штату Північна Дакота. Гайдкемп перемогла на виборах до Сенату США у 2012 році, ставши наступницею сенатора-демократа Кента Конрада (склала присягу 3 січня 2013).
У 1977 році закінчила Університет Північної Дакоти, у 1980 році здобула ступінь доктора права у Школі права Льюїса і Кларка (Портленд, Орегон). З 1980 по 1981 роки працювала юристкою в Агентстві з охорони довкілля, а потім — в Офісі Податкового комісара Північної Дакоти. З 1986 по 1992 року Гайдкемп була Податковим комісаром Північної Дакоти.
У 2000 році Гайдкемп змагалася за посаду губернатора Північної Дакоти, програвши республіканцю Джону Гувену. Під час виборчої кампанії у Гайдкемп був діагностований рак молочної залози. Після поразки на виборах і відходу з посади генерального прокурора вона входила до Ради директорів Dakota Gasification Company.
Одружена, має двох дітей. Належить до Римо-католицької церкви.